# Strausberger Platz
Strausberger Platz è una piazza di Berlino, situata nel quartiere di Friedrichshain. Rappresenta inoltre il confine con il quartiere più centrale, Mitte. La piazza è connessa ad Alexanderplatz tramite Karl-Marx-Allee e tramite Lichtenberger Straße a Platz der Vereinten Nationen (Piazza delle Nazioni Unite). Le strade si incrociano formando un'ampia rotonda stradale dalla forma allungata.
In considerazione della sua importanza storica e architettonica, la piazza è posta sotto tutela monumentale (Denkmalschutz).

## Storia

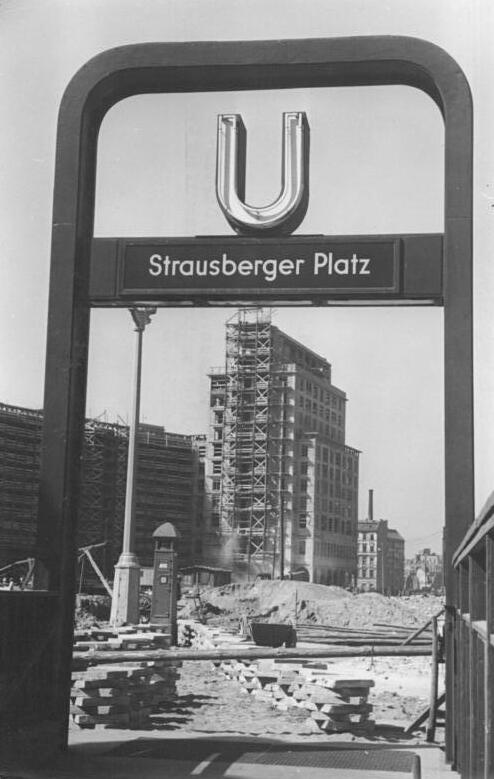
Strausberger Platz in costruzione, 1953.

Durante il medioevo era ubicata nelle vicinanze dell'odierna Strausberger Platz la cosiddetta Richtplatz cittadina, ossia il luogo ove venivano giustiziati i condannati. Qui venne, ad esempio, giustiziato Hans Kohlhase, al quale in seguito il poeta Heinrich von Kleist avrebbe commemorato nella novella Michael Kohlhaas. La piazza appartiene alla città di Berlino dai tempi della costruzione della cinta daziaria urbana degli anni Trenta del XVIII secolo, mentre durante il secolo successivo acquistò rilievo in quanto punto di incontro tra la Große Frankfurter Straße e Krautstraße, Weberstraße e Strausberger Straße. L'attuale piazza si trova a circa 50 metri più ad ovest rispetto alla storica ubicazione.
Durante la Seconda guerra mondiale tutti i paraggi di Strausberger Platz furono completamente distrutti.
Nel dopoguerra, il governo della Repubblica Democratica Tedesca optò dunque per la ricostruzione di unità abitative secondo i canoni del classicismo socialista. Al termine di un concorso, tenutosi nel 1951, la costruzione della futura Stalinallee venne organizzata in lotti - tra Strausberger Platz ad ovest e Proskauer Straße ad est - ed affidata a diversi collettivi di architettura. L'edificazione di Strausberger Platz venne affidata al collettivo guidato da Hermann Henselmann. La piazza venne fastosamente allestita nel 1967 in forma ovale, dopo che l'anno precedente era stata installata una fontana opera dell'artista del ferro Fritz Kühn.
L'attuale opera di restauro della piazza e dell'adiacente Karl-Marx-Allee è tesa a rendere l'area una dei nuovi fulcri commerciali di Berlino.
Il cantiere di Strausberger Platz fu uno dei punti di partenza dello sciopero che coinvolse la città il 17 giugno 1953.

## Estetica e struttura della piazza
Gli edifici su Strausberger Platz sono come nella vicina Karl-Marx-Allee riccamente decorati e si sviluppano su otto piani. Il piano terreno è sin dall'origine a destinazione commerciale. Le quattro fughe della piazza sono concepite come portali. Verso nord e sud su Lichtenberger Straße ciò viene ottenuto tramite edifici d'angolo particolarmente accentuati, attraverso i quali corrono anche i marciapiedi d'accesso alla piazza. Gli edifici posti agli accessi occidentali e orientali spiccano invece per la propria particolare forma ed altezza. Edifici a dieci piani caratterizzano la connessione orientale della piazza, mentre ad ovest i palazzi raggiungono l'altezza di 14 piani: questi vennero denominati, alla costruzione, Haus des Kindes (Casa del bambino) e Haus Berlin e furono costruiti, a differenza del metodo scelto per la contemporanea Stalinallee, in elementi prefabbricati di cemento armato.
All'interno della Haus des Kindes erano ospitati, oltre alle abitazioni, un teatro delle marionette, un asilo, un grande magazzino di articoli per bambini e - all'ultimo piano - un Kindercafé, in cui una scritta recitava Erwachsene nur in Begleitung von Kindern. La Haus Berlin ospitava al piano inferiore e all'ultimo superiore ristoranti, caffè ed un bar. Entrambi gli edifici sono decorati sul lato ovest da grosse iscrizioni: sulla Haus des Kindes campeggia una citazione dal Faust di Goethe: Solch ein Gewimmel möchte ich sehn, auf freiem Grund mit freiem Volke stehn.; sulla Haus Berlin una di Bertolt Brecht: Als wir aber dann beschlossen endlich unsrer Kraft zu trauen und ein schönres Leben aufzubauen haben Kampf und Müh uns nicht verdrossen. Su quest'ultimo edificio venne inoltre apposta nel 1998 una targa commemorativa della barricata nell'allora Große Frankfurter Straße durante la rivoluzione del 1848.
Al centro dell'ovale intorno al quale corre il traffico stradale - e verso il quale nessun accesso pedonale è stato previsto - è presente al centro di un prato una grande fontana realizzata in lastre di rame ordinate in circolo, nota anche come Schwebender Ring, (Anello sospeso). Lo zampillo centrale della fontana raggiunge i 18 metri d'altezza.
Le aree non edificate della piazza sono adibite a prato e presentano alberi di platano piantati senza seguire particolari geometrie.
Anche la stazione della metropolitana omonima, situata sulla linea U5, è posta ad est della piazza attuale, proprio come l'originale Strausberger Platz.

### Il busto di Carlo Marx

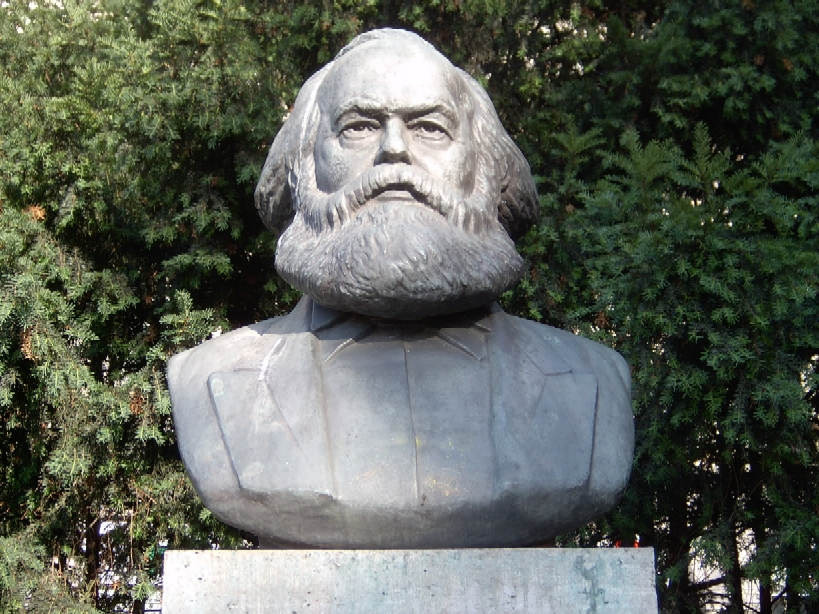
Il busto di Carlo Marx.

Nel prato sud-orientale della piazza venne collocato un busto di Carlo Marx, opera dello scultore Will Lammert. Esso è posto in rapporto con l'omonima via. Il ritratto è dell'altezza di circa un metro e poggia sopra un basamento, alto due metri, in cemento.